# 格林巴赫河
51°21′43.37″N 7°38′4.82″E / 51.3620472°N 7.6346722°E

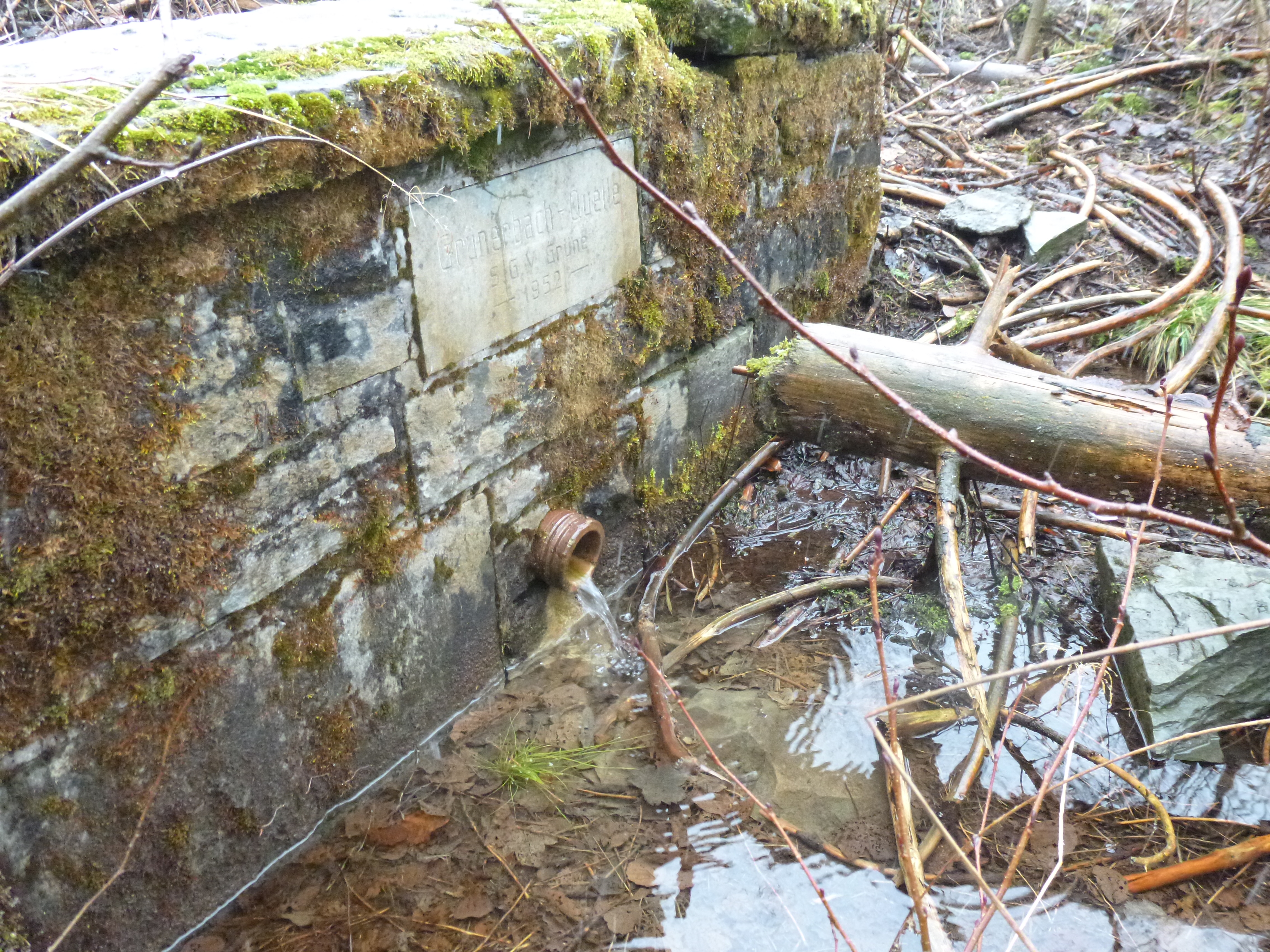
格林巴赫河

格林巴赫河（德語：Grüner Bach），是德國的河流，位於該國西部，流經北萊茵-威斯特法倫州，屬於萊內河的右支流，河道全長11.6公里，流域面積25平方公里，發源自阿爾特納西北面，河口處在伊瑟隆以西。